# 쉴라 가벨
쉴라 가벨(Gianfranca Gabellini, 1938년 1월 4일 ~ )은 이탈리아의 배우이다.
리미니에서 태어났다.

## 영화
- 여자 007 모디스티 (1966년)
- 더 리벤지 오브 스파르타쿠스 (1964년)
- 결혼의 부조리 (1963년)
- 소돔과 고모라 (1962년)
- 석상 여인들의 풍차 (1960년)
- 타잔 최대의 모험  (1959년)